# ハジロ属
ハジロ属（ハジロぞく、Aythya）は、鳥綱カモ目カモ科に属する属。別名スズガモ属。

## 分布
アフリカ大陸、北アメリカ大陸、ユーラシア大陸、インドネシア、日本、オーストラリア、ニュージーランド、バヌアツ、マダガスカル中北部などに分布する。

## 形態
最大種はオオホシハジロ。体系は太短い。翼はやや短い。初列風切や次列風切に白い斑紋が入り、飛翔時に白い帯模様に見えることがハジロの由来になっている。和名のホシハジロは星羽白と表記される。
嘴は幅広い。後肢は短く胴体後方に位置し、直立して陸上をうまく歩行することができない。後肢や趾は扁平で、趾の間には水かきが発達する。
性的二型が大きく繁殖期の雌雄は羽色が異なるが、オスは非繁殖期に羽毛が生え換わる（エクリプス）。

## 生態

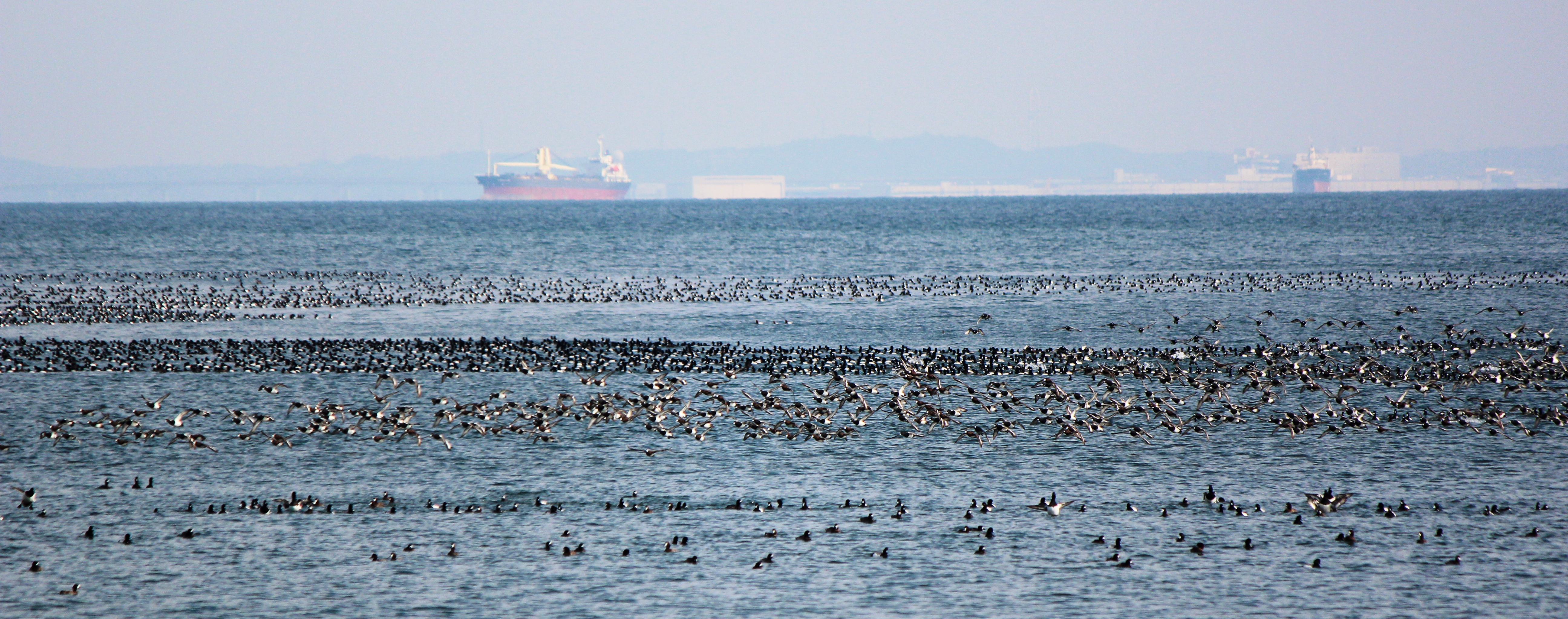
伊勢湾で越冬するスズガモの群れ

河川、湖沼、池、湾などの主に淡水域に生息する。属名のAythyaは、ギリシャ語で「海鳥」を指すaithuiaに由来する。水面を蹴って助走してから、素早く羽ばたき飛翔する。
食性は植物食傾向の強い雑食で、水生植物などを食べる。スズガモなどは貝類も食べる。潜水して採食を行う。
繁殖形態は卵生。多くの種は水辺や水面に浮かぶ水生植物の上に巣を作るが、一部の種はカモメ科の集団繁殖地（コロニー）内に巣を作る種もいる。数種は同種他種の巣に卵を産んで、育雛させる（托卵）。

## 分類

### 種
ハジロ属は以下の種に分類されている。
- A. valisineria (Wilson, A, 1814) - オオホシハジロ、英名：Canvasback、北アメリカに広く分布する。
- A. americana (Eyton, 1838) - アメリカホシハジロ、英名：Redhead、北アメリカに広く分布する。
- A. ferina (Linnaeus, 1758) - ホシハジロ、英名：Common Pochard、ヨーロッパから中央アジアと中国にかけて分布する。
- A. australis (Eyton, 1838) - オーストラリアメジロガモ、英名：Hardhead、オーストラリアに分布する。
  - A. a. australis (Eyton, 1838) - オーストラリアとニュージーランドに分布する。
  - A. a. extima (Mayr, 1940) - バヌアツとニュージーランドに分布する。
- A. innotata (Salvadori,, 1894) - マダガスカルメジロガモ、英名：Madagascan Pochard、マダガスカルに分布する。
- A. baeri (Radde, 1863) - アカハジロ、英名：Baer's Pochard、シベリア南東部と中国北部に分布する。
- A. nyroca (Güldenstädt, 1770) - メジロガモ、英名：Ferruginous Duck、ヨーロッパ西部、アフリカ北西部、アジア中部に分布する。
- A. novaeseelandiae (Donovan, 1809) - ニュージーランドスズガモ、英名：Ring-necked Duck、ニュージーランドに分布する。
- A. collaris (Radde, 1863) - クビワキンクロ、英名：Baer's Pochard、北アメリカに広く分布する。
- A. fuligula (Linnaeus, 1758) - キンクロハジロ、英名：Tufted Duck、ユーラシア大陸に分布する。
- A. marila (Linnaeus, 1761) - スズガモ、英名：Greater Scaup、北アメリカとユーラシア大陸に広く分布する。
  - A. a. marila (Linnaeus, 1761) - ユーラシア大陸北部に分布する。
  - A. a. nearctica (Stejneger, 1885) - アジア南東部と北アメリカ北部に分布する。
- A. affinis (Eyton, 1838) - コスズガモ、英名：Lesser Scaup、北アメリカに広く分布する。

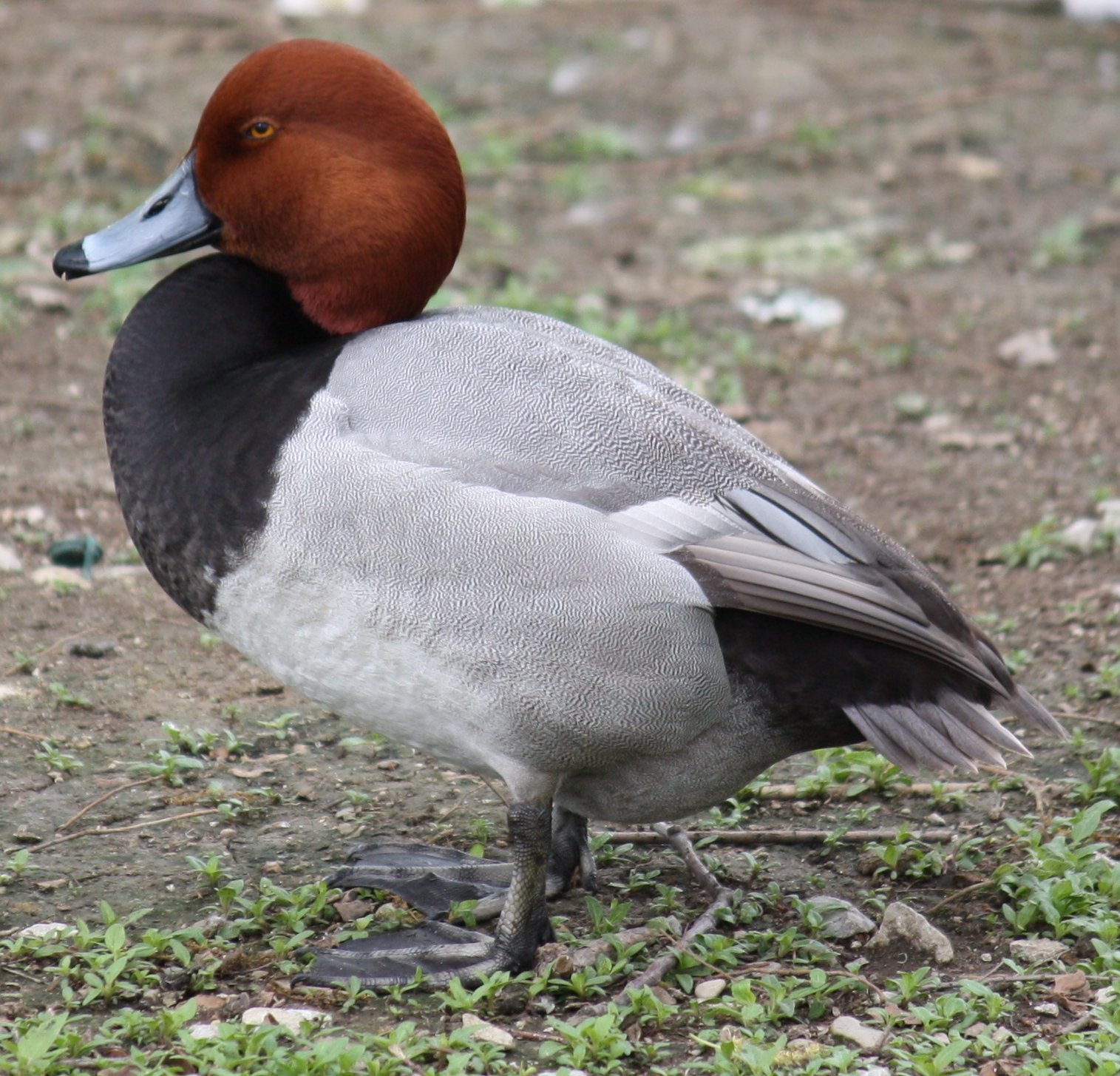
アメリカホシハジロ A. americana
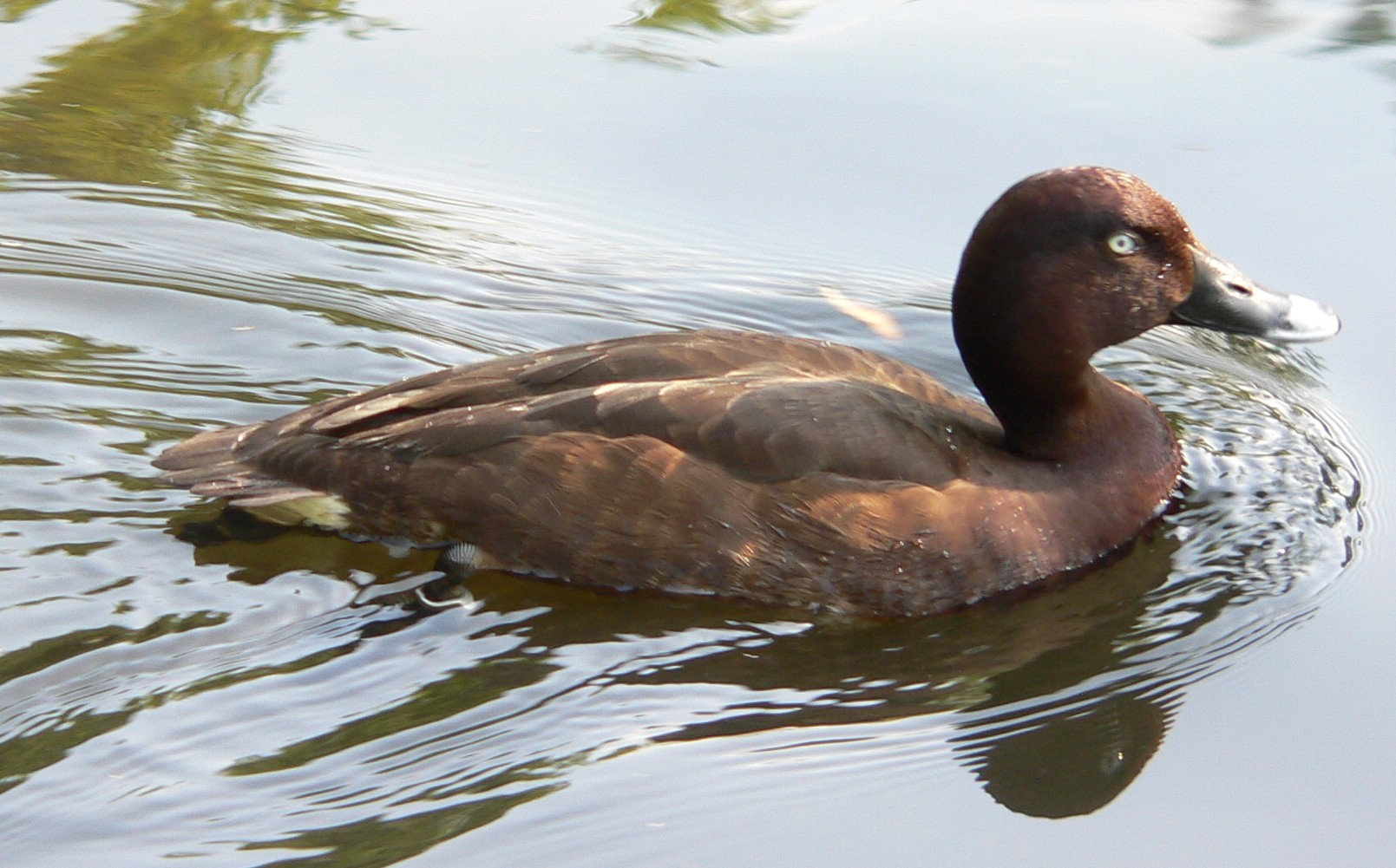
オーストラリアホシハジロ A. australis
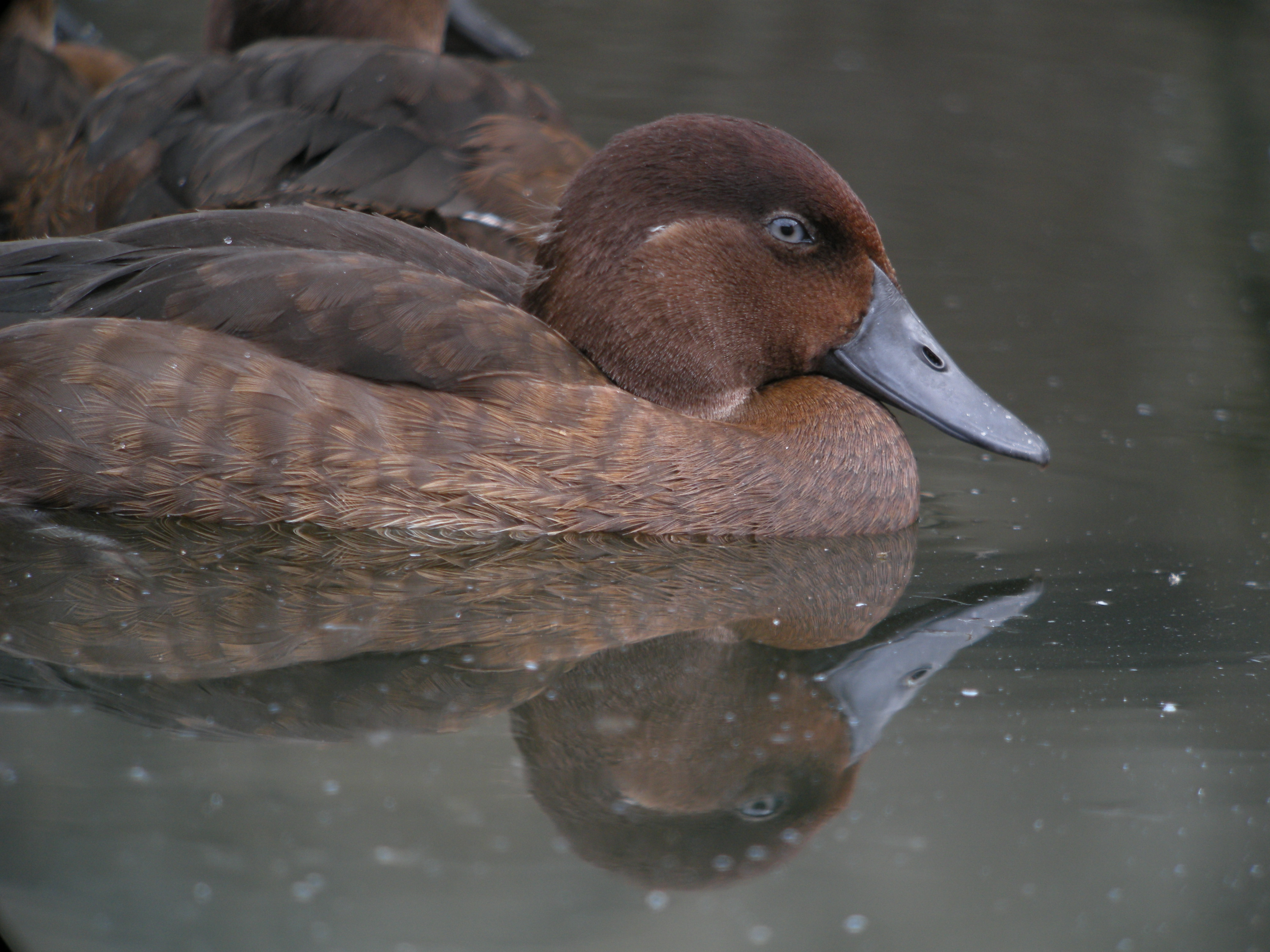
マダガスカルメジロガモ A. innotataa
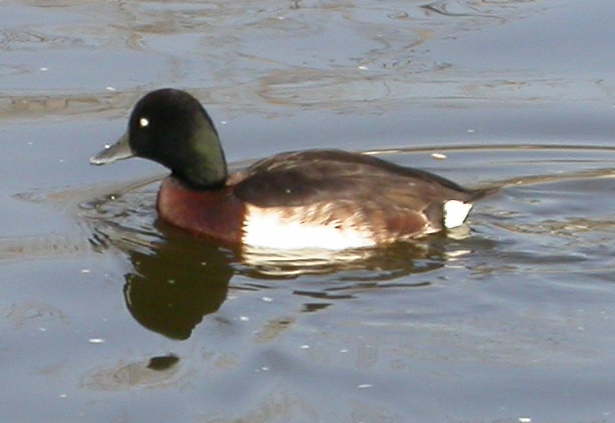
アカハジロ A. baeri
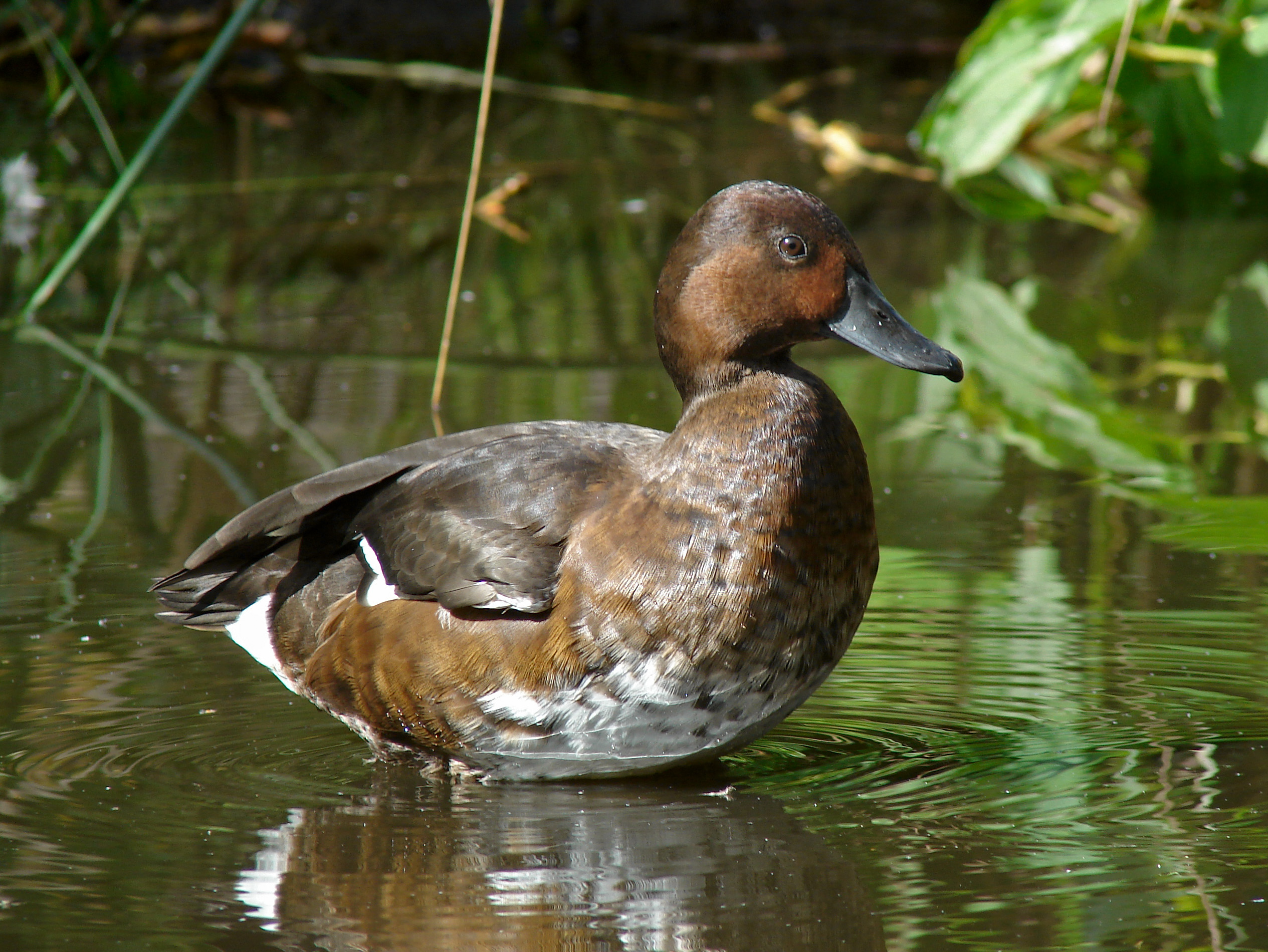
メジロガモ A. nyroca
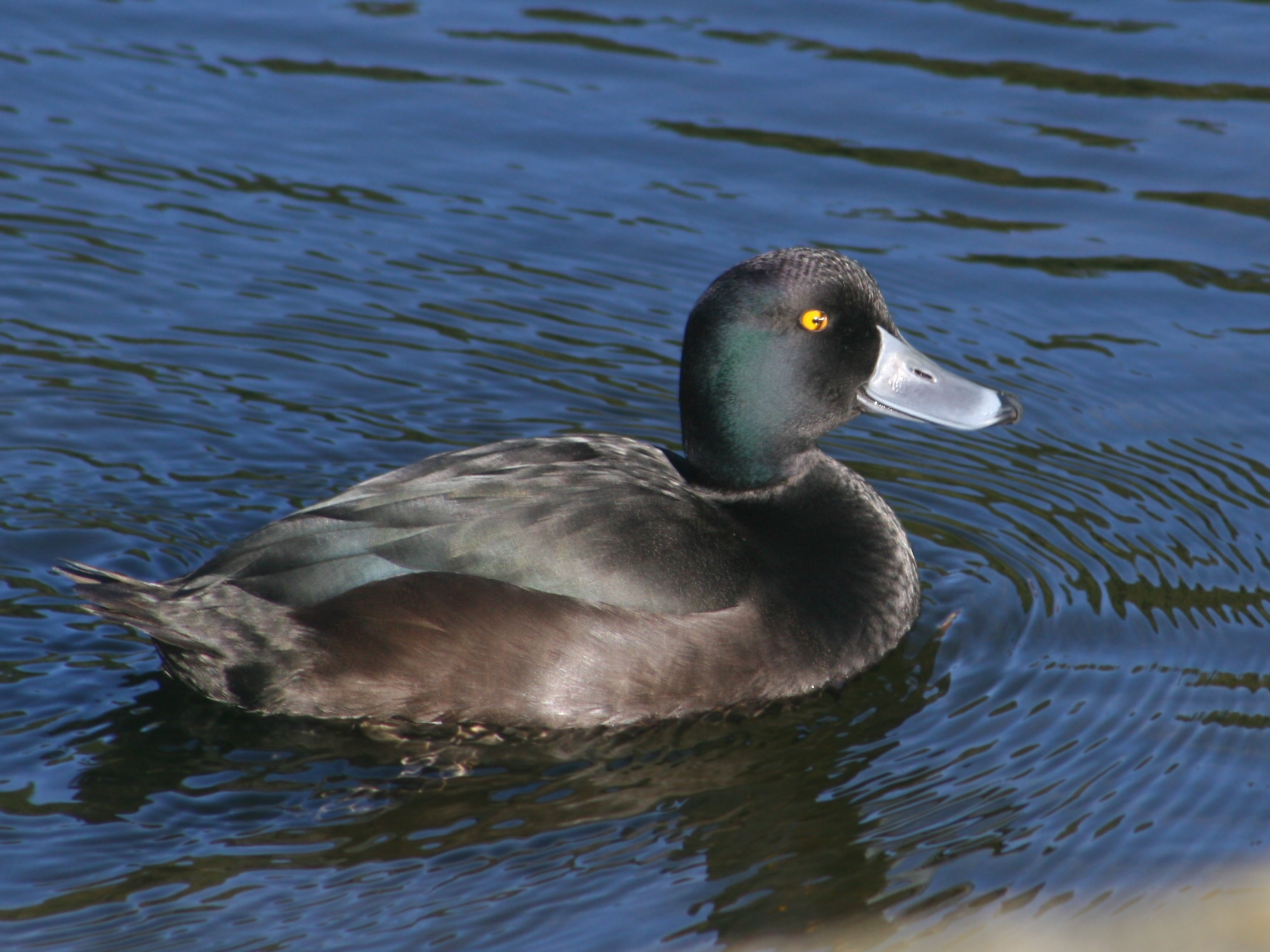
ニュージーランドスズガモ A. novaeseelandiae
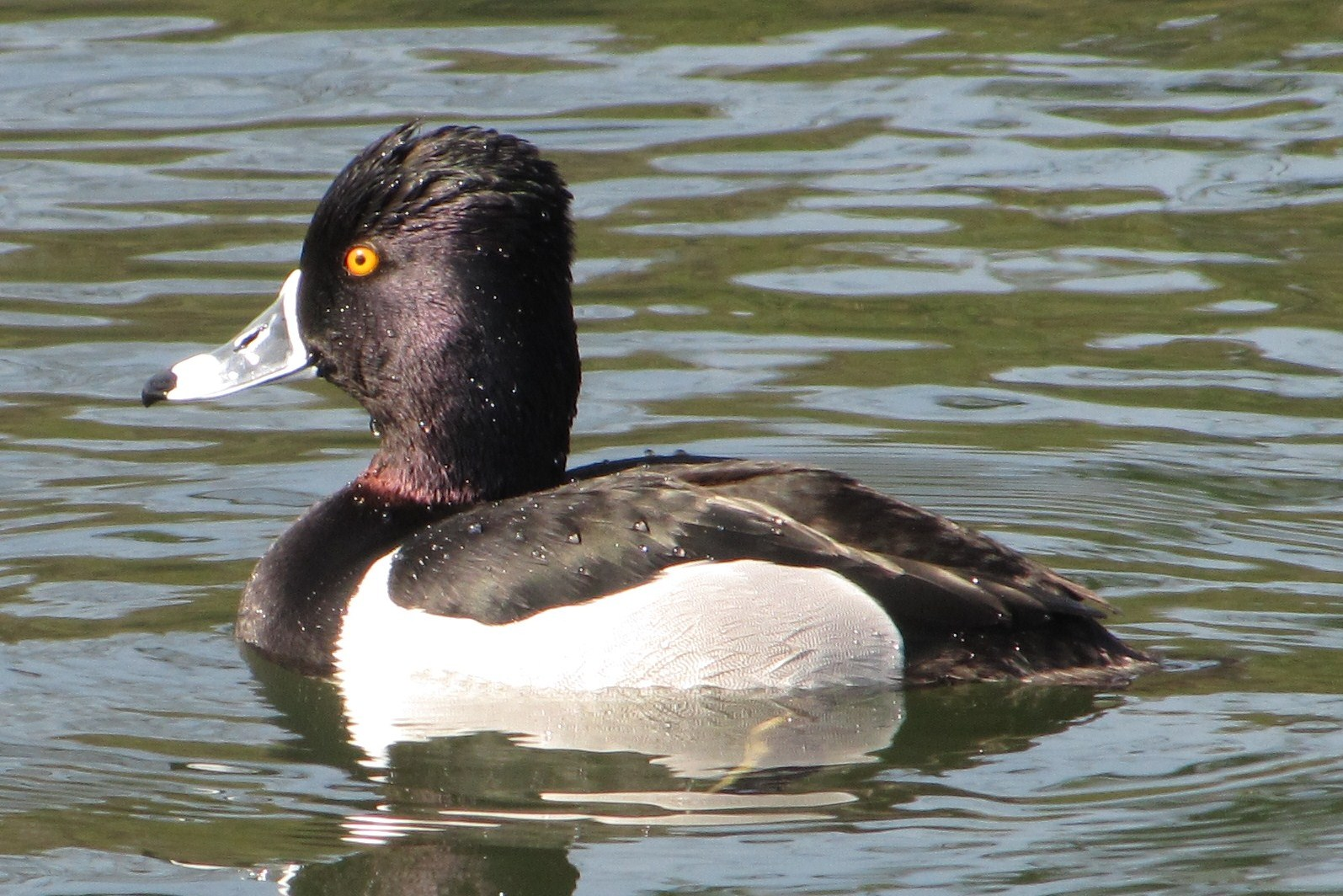
クビワキンクロ A. collaris
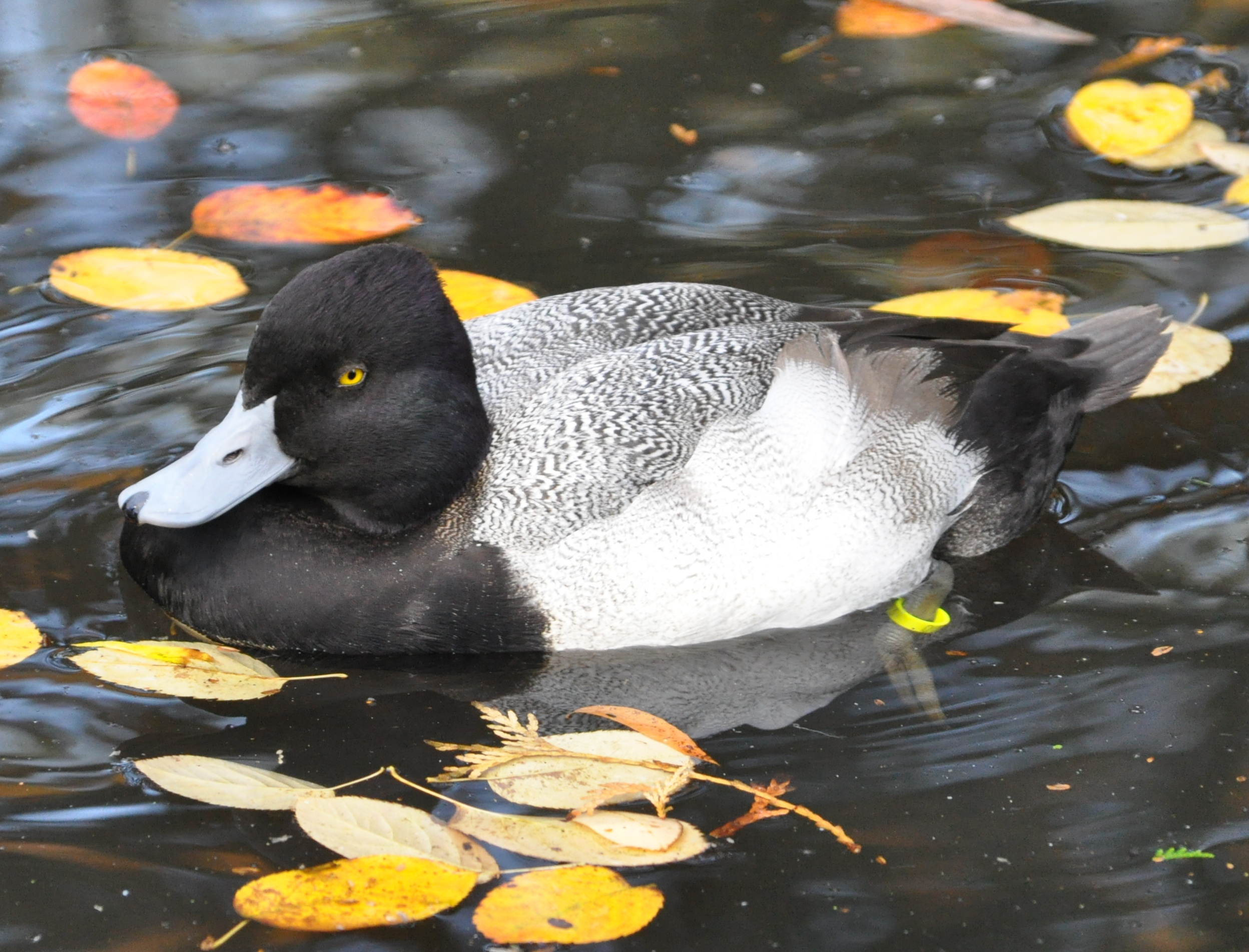
コスズガモ A. affinis

### 日本で見られる種
- 冬鳥 - オオホシハジロ、ホシハジロ、キンクロハジロ[9][10]
- 冬鳥（北海道では留鳥） - スズガモ[9][10]

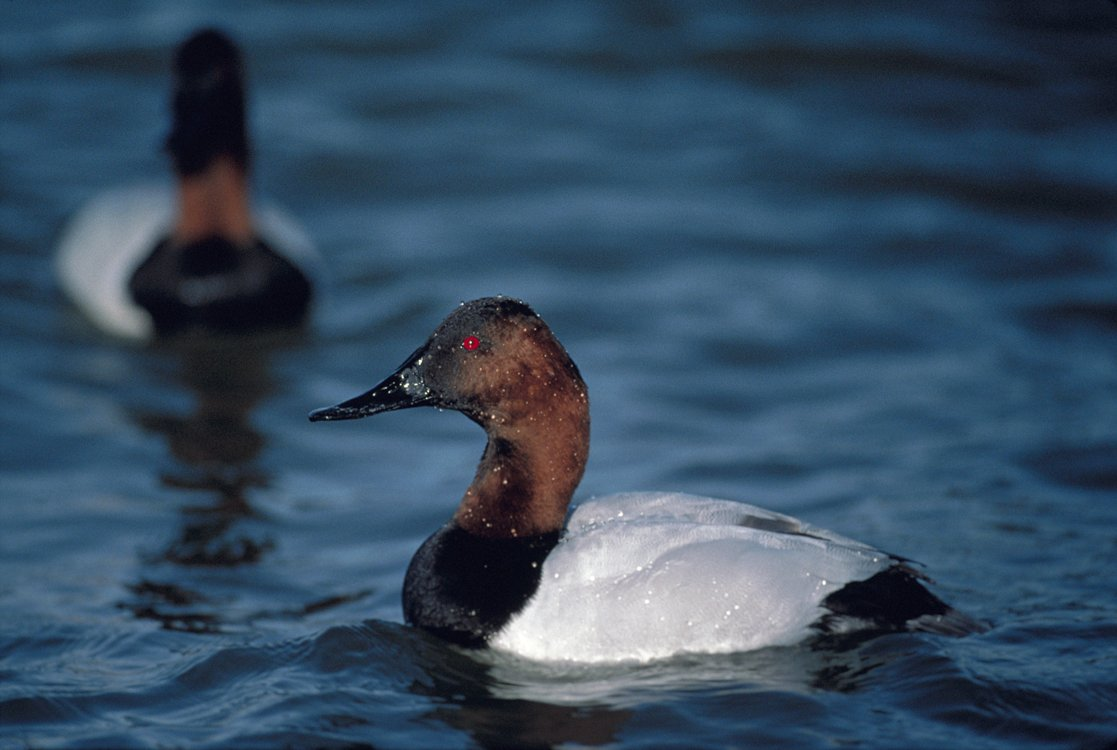
オオホシハジロ A. valisineria
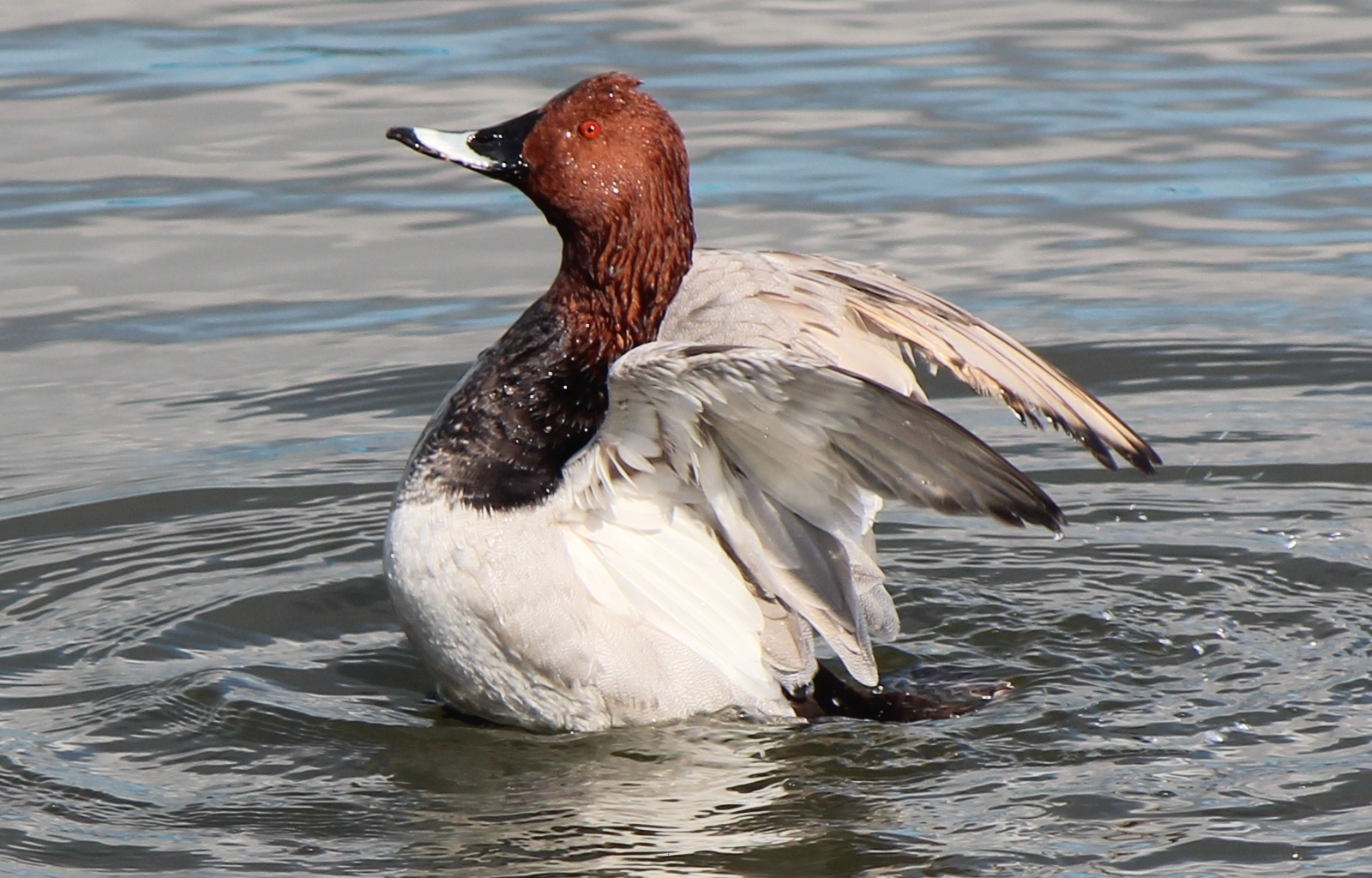
ホシハジロ A. ferina
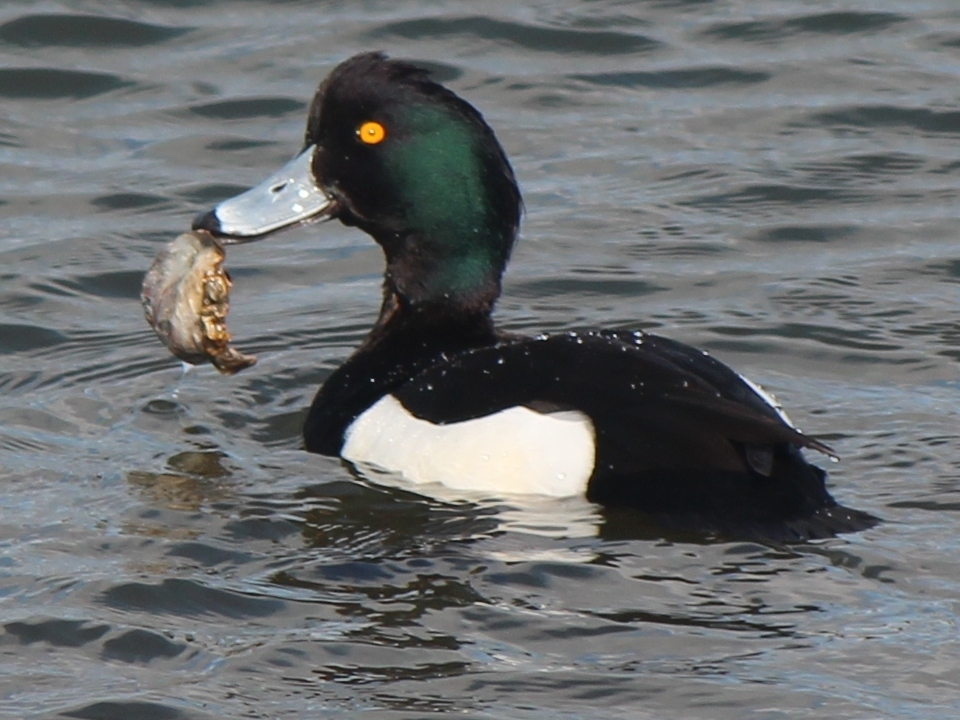
キンクロハジロ A. fuligula
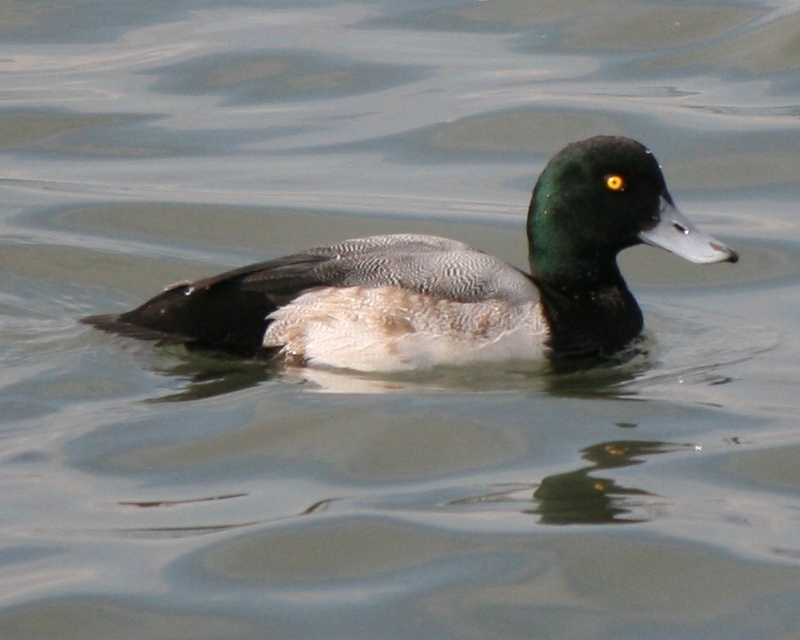
スズガモ A. marila

## 種の保全状況評価
開発や干拓による生息地の破壊、狩猟などにより生息数が減少している種もいる。
国際自然保護連合（IUCN）により、ハジロ属の多数の種が軽度懸念（LC）の指定を受けている。日本の一部の都道府県で、アカハジロ、オオホシハジロ、スズガモがレッドリストの指定を受けている。